# Badia Hadj Nasser
Pour les articles homonymes, voir Nasser (homonymie).
Badia Hadj Nasser, née à Tanger le 8 mai 1938, est une écrivaine marocaine de langue française.
Elle vit entre Paris et Tanger et est l'auteur du roman Le voile mis à nu.
Elle se consacre ensuite à la psychanalyse sur le plan clinique et sur le plan de la recherche. Elle participe notamment à des travaux sur « Les mille et une nuits » publiés dans Corps écrit, l'Arabie heureuse. Elle produit aussi un texte intitulé « La fascination de la virginité et sa résonance dans le corps des femmes immigrées » dans Espace-Temps et Traces de l'exil. Elle écrit parallèlement des nouvelles.

## Publications
- Le voile mis à nu, éditions Arcanteres, 1985.
- Corps écrit, l'Arabie heureuse, PUF, 1989.
- (Chapitre) « La fascination de la virginité et sa résonance dans le corps des femmes immigrées », in Espace-Temps et Traces de l'exil, Grenoble, La Pensée sauvage, 1991.
- Les hédonistes, 2009.